# Mýtus o Usirovi

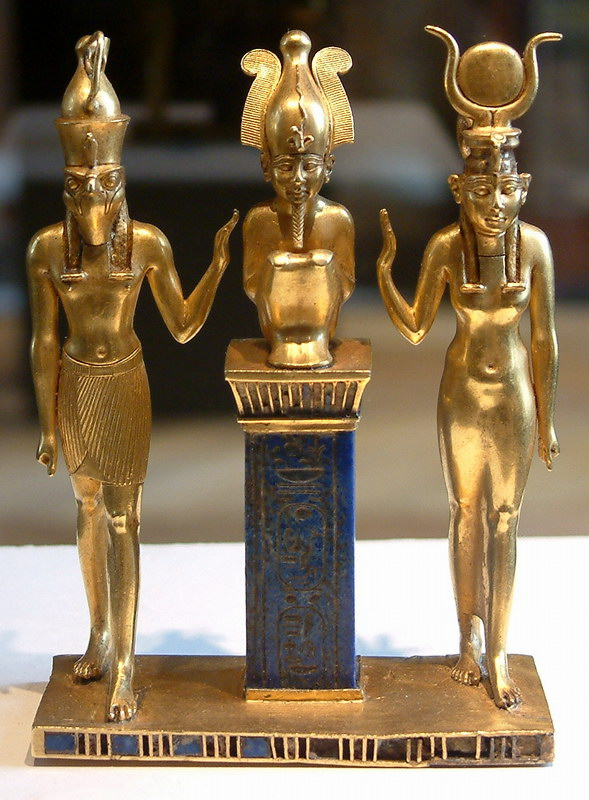
Soška zobrazující Usira, který se nachází na pilíři vyrobeném z lapis lazuli. Po pravé straně stojí jeho manželka Eset a na straně druhé jejich syn Hor

Mýtus o Usirovi je nejvýznamnější, nejvlivnější a z hlediska dnešních vědeckých poznatků nejrozsáhlejší mýtus staroegyptské mytologie. Doložen je nejpozději od doby 5. dynastie a následně byl nepřetržitě rozvíjen až do zániku staroegyptské civilizace, tedy po dobu téměř 3 tisíciletí. Ve své rozvinuté podobě vypráví o bohu Usirovi – dobrotivém prvním panovníkovi Egypta, o jeho úkladném zavraždění žárlivým bratrem Sutechem usilujícím o uzurpaci královské moci, o Usirově dočasném oživení zásluhou magické moci jeho oddané manželky Esety, takže spolu mohli zplodit svého syna Hora jako otcova mstitele, a o odplatě, kterou Hor po strastiplném dětství s Esetinou pomocí uskutečnil a přemožením Sutecha získal pro sebe královskou moc jako její legitimní dědic a pro svého otce Usira definitivní vítězství nad smrtí a proměnu ve věčného vládce podsvětí. Jednotlivé dějové linie mýtu jsou ovšem ve skutečnosti relativně samostatnými příběhy, takže moderní badatelé někdy celek vyprávění, systematizovaný ostatně teprve na přelomu 1. a 2. století, označují přesněji jako usirovský mytologický cyklus.
Mýtus, respektive jeho nejstarší základ, byl primárně součástí královské ideologie. Zde v kontextu egyptské představy o pohřbu zemřelého panovníka jako prostředku jeho vstupu mezi bohy vysvětloval božskou podstatu královské moci a její kontinuity prostřednictvím řádného pozemského následnictví, jimiž podle Egypťanů bylo zaručováno trvání kosmického a politického řádu světa a jeho vítězství nad silami chaosu; pravděpodobně z tohoto důvodu byl i začleněn do kosmologicko-kosmogonické nauky o iunském Devateru. Měl tedy, jako manifestace panovníkova výlučného postavení ve vztahu k božskému světu, „zcela výraznou politickou dimenzi a právem může být označen za mytické vyjádření egyptské státní myšlenky.“ Ačkoli tento rozměr mýtu byl v oficiálním náboženství stále nepřetržitě přítomen, přičemž o jeho životnosti svědčí opakované adaptování na měnící se společenské poměry (aktivně jej využívali např. ještě Ptolemaiovci), začal být od První přechodné doby a zejména pak od Střední říše pravděpodobně v souvislosti s probíhajícími společenskými změnami podíl na Usirově překonání smrti vztahován nejen na krále, ale na všechny zemřelé. 
Svou základní podobu získal mýtus o Usirovi během 25. století př. n. l. Mnoho z jeho prvků vzniklo z náboženských představ, avšak konflikt mezi Sutechem a Horem mohl být částečně inspirován boji z období rané egyptské historie či prehistorie. Odborníci (např. John Gwyn Griffiths a Kurt Sethe) se pokoušeli rozpoznat přesnou povahu událostí, které daly vzniknout tomuto příběhu, avšak nedosáhli žádného definitivního závěru.
Části mýtu se vyskytovaly v celé řadě egyptských textů, od pohřebních textů a zaříkávadel až po krátké příběhy. Příběh je tak podrobnější a ucelenější než jakýkoliv jiný staroegyptský mýtus. Přesto žádný pramen nepřináší příběh v celé své délce a jednotlivé zdroje se ve svých verzích velmi liší. Řecké a římské spisy, zvláště pak Moralia od řeckého spisovatele Plútarcha, poskytují více informací, avšak nemusí vždy správně nahlížet na egyptskou víru. Díky těmto spisům zůstal mýtus o Usirovi zachován i poté, co zaniklo staroegyptské náboženství a znalost tehdejšího písma byla zapomenuta.

## Výskyt mýtu
Mýtus o Usirovi byl ve starověkém Egyptě velmi významným náboženským příběhem, který byl velmi populární i mezi prostým obyvatelstvem. Svoji popularitu si příběh získal díky své základní náboženské myšlence, podle které mohl každý zemřelý člověk dosáhnout příjemného posmrtného života. Dalším důvodem byla odlišnost od většiny dalších staroegyptských mýtů, neboť hlavní postavy a jejich emoce připomínaly spíše životy skutečných lidí, což dělalo příběh ještě poutavějším. Důraz byl kladen především na silný smysl pro rodinu, věrnost a oddanost. Díky těmto prvkům se mýtus vyskytoval v egyptských textech častěji než jiné mytologické příběhy, a odkazy na něj lze objevit ve vícero literárních stylech. Tyto texty rovněž poskytují nezvykle velké množství detailů, zatímco ostatní egyptské mýty jsou kusé a nejasné. Usirův mýtus je do jisté míry rovněž útržkovitý, avšak jednotlivé fragmenty tvoří dohromady celý příběh.

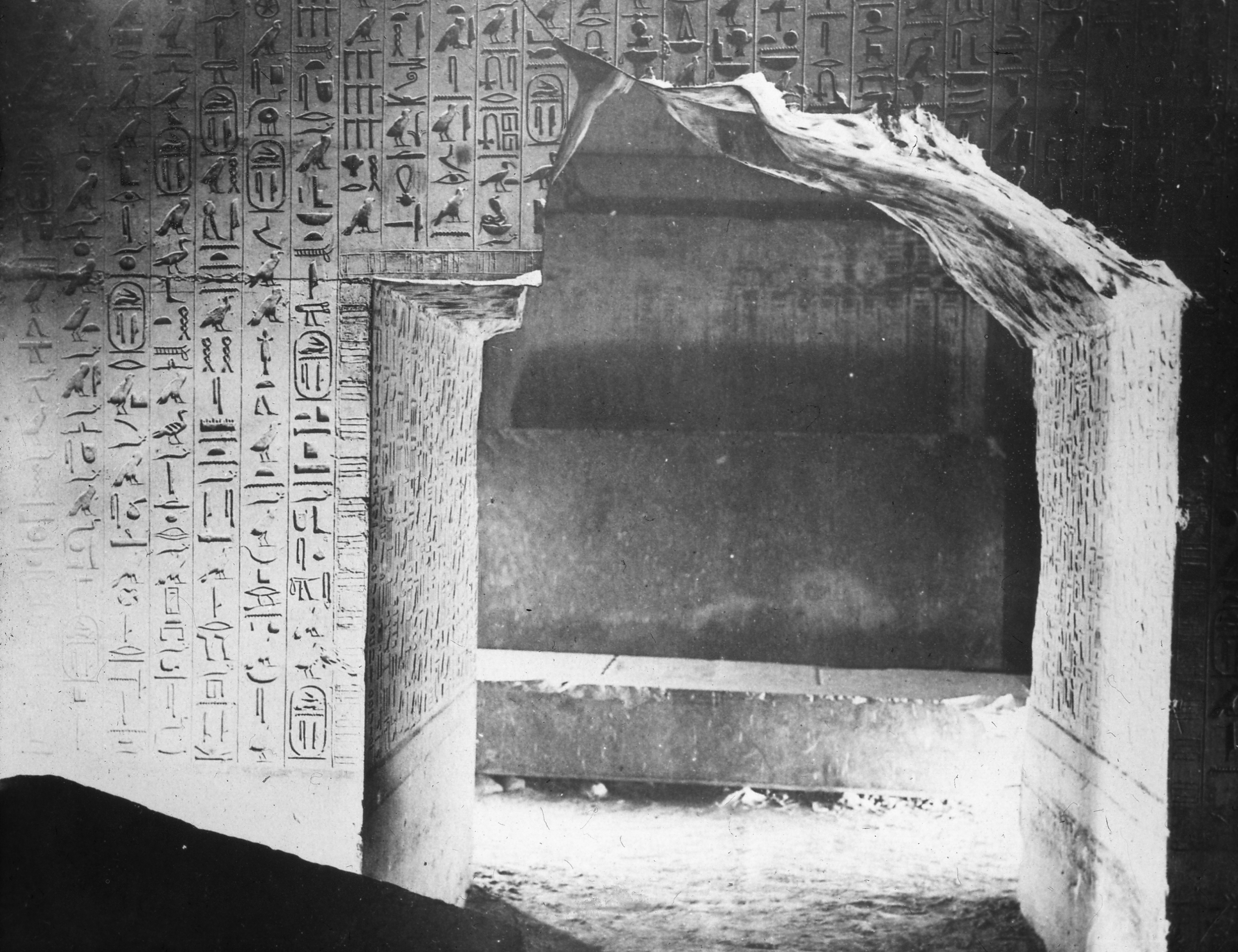
Texty pyramid ve Venisově pyramidě; 5. dynastie

Nejstarší zmínky o mýtu se objevují v Textech pyramid, prvních egyptských pohřebních textech, kterými se koncem 5. dynastie začaly zdobit zdi pohřebních komor v pyramidách. Tyto texty, které se skládaly z různých říkadel a „říkání“, však mohly pocházet z ještě ranějšího období. Zaměřovaly se mimo jiné na posmrtný život krále, který byl v dané pyramidě pochován, takže často odkazovaly na Usirův mýtus, který byl úzce spojen s majestátem a posmrtným životem. Součástí Textů pyramid byla hlavní dějová linie příběhu, která vyprávěla o smrti a vzkříšení Usira a sporu mezi Horem a Sutechem.
Stejné části příběhu, které byly zmiňovány v Textech pyramid, se rovněž vyskytovaly v pohřebních textech pocházejících z pozdější doby. Příkladem jsou Texty rakví z období Střední říše (2055–1650 př. n. l.) a Kniha mrtvých z Nové říše (1550–1069 př. n. l.). Většina z těchto literárních děl byla dostupná pro širokou veřejnost, takže spojení mezi Usirem a smrtí, které v nich bylo zmiňováno, se již nevztahovalo pouze na královskou rodinu.
Nejucelenější přehled Usirova mýtu je zaznamenán ve Velkém hymnu na Usira pocházejícího z 18. dynastie, který nabízí obecný přehled celého příběhu, avšak obsahuje minimum detailů. Dalším důležitým pramenem je Mennoferská kosmologie zaznamenaná na Šabakově desce, jejíž náboženské texty rovněž zmiňují Usirovu smrt a stejně tak i spor mezi Horem a Sutechem. Mýtu o Usirovi se věnuje hlavní část textu, která popisuje rozdělení Egypta na království Hora a Sutecha, které bylo později sjednoceno Hor–Ahem z Mennoferu. Kvůli svému archaickému jazyku byl tento text dlouhou dobu datován do období Staré říše (2686–2125 př. n. l.) a byl považován za zdroj informací o raných vývojových fázích mýtu. Avšak během sedmdesátých let dvacátého století bylo zjištěno, že text pochází z mnohem pozdější doby a nejstarší možný datum vzniku je období vlády Ramesse II., faraona 19. dynastie. Dalším významným zdrojem informací o tomto mýtu jsou Usirovy rituální texty, které byly objeveny na zdech egyptských chrámů. Nejstarší z nich pocházejí z období Nové říše a nejmladší z Ptolemaiovské doby (332–30 př. n. l.).
Mýtus byl taktéž součástí léčivých kouzel, která byla využívána všemi Egypťany bez rozdílu jejich sociálního postavení. Tato magická zaříkávadla byla zdrojem důležité části mýtu, podle které byl Hor otráven či jinak nemocen a jeho matka Eset ho léčila. Kouzla ztotožňovala nemocnou osobu s Horem, která tak mohla těžit z Esetiny léčivé síly. Kouzla jsou známa z kopií papyrů, které sloužily jako instrukce k rituálnímu léčení, a zvláštního typu kamenné stély, která bývá nazývána cippus. Lidé, kteří hledali uzdravení, nalili vodu přes tyto cippi a věřili, že získá léčivou sílu obsaženou v textech. S nadějí, že vyléčí všechny jejich neduhy, ji následně vypili. Obdobný příběh, kdy bylo dítě zachráněno pomocí kouzel, byl zaznamenán na rituální hůlce pocházející z období Střední říše, což bylo o několik století dříve, než se začaly objevovat kouzla spojující tento námět s Horem a jeho matkou Eset.
Jednotlivé pasáže se taktéž objevovaly v žánru zábavné literatury. Mezi těmito texty vyčnívá mytologická povídka „Příběh bojů Hora se Sutechem“, která vtipně líčí několik epizod zaměřených na souboj dvou zmíněných bohů. Tento příběh, který byl zapsán na prvních šestnácti stranách papyru známého jako „Chester Beatty I“, je datován do období 20. dynastie. Egyptolog Donald Redford popisuje božstva, jak jsou v tomto díle vylíčena, následovně: „Hor se jeví jako fyzicky slabá, avšak chytrá postava, Sutech jako silák s omezenou inteligencí, Re-Harachtej jako předpojatý rozmrzelý soudce a Usir jako sarkastický mrzout.“ Přes všechny tyto atypické povahové rysy obsahuje dílo velké množství těch nejstarších epizod a mnoho událostí je seřazeno ve stejném pořadí, jako tomu bylo v dílech z pozdější doby, což naznačuje, že tradiční sled událostí byl tvořen v době vzniku tohoto příběhu.
Spisovatelé ze starověkého Řecka a Říma, kteří se zabývali popisem egyptského náboženství, zasvětili mnoho svých děl právě mýtu o Usirovi. Významný antický historik Hérodotos, který žil v pátém století před naším letopočtem, zmínil část Usirova mýtu ve svém díle „Dějiny“ a rovněž Diodóros Sicilský, který žil o čtyři staletí později, se ve své knize „Bibliotheca historica“ zabýval egyptskými mýty. Nejdetailněji byl však tento příběh zpracován v díle „O Ísidě a Osiridovi“, které bylo sepsáno řeckým spisovatelem Plútarchem. A právě Plútarchova verze staroegyptského mýtu bývá v moderní literatuře zmiňována nejčastěji. Díla těchto antických autorů však mohou nabízet velmi zkreslený pohled na staroegyptskou víru. Příkladem může být právě dílo „O Ísidě a Osiridovi“, které obsahuje mnoho interpretací egyptské víry ovlivněných řeckou filosofií. Egyptolog John Gwyn Griffiths byl přesvědčen, že několik prvků tohoto díla vycházelo z řecké mytologie a že příběh jako celek nebyl založen na egyptských zdrojích. Jeho kolega John Baines naopak tvrdí, že Plútarchos mohl čerpat informace pro svůj příběh z egyptských chrámů, které byly postupem času zničeny.

## Příběh

### Usirova smrt a vzkříšení
Na začátku příběhu vládl Egyptu Usir, který svůj majestát zdědil od svých předků, jejichž rodová linie sahala až ke stvořiteli světa, bohu Atumovi. Jeho manželkou byla Eset, která byla, společně se svými sourozenci Sutechem, Nebthet a svým chotěm Usirem, potomkem boha země Geba a bohyně nebes Nut. O samotném Usirově panování toho není příliš známo, neboť mýtus je zaměřen především na jeho smrt a události, které po ní následovaly. Usir byl spojován s životadárnou mocí, spravedlivým panováním a vládou v souladu s řádem (maat), důležitým principem egyptského náboženství, jehož údržba byla základním cílem celé staroegyptské kultury. Jeho bratr Sutech byl naopak úzce spojován s násilím a chaosem. Usirova vražda tak byla považována za souboj mezi řádem a chaosem.
V několika verzích Usirova mýtu byl zmíněn i Sutechův motiv k vraždě. Podle Textů pyramid se Sutech mstil za to, že byl Usirem nakopnut, zatímco podle textů z Pozdní doby (664–332 př. n. l.) byl Sutech rozhořčen tím, že měl Usir milostný poměr s jeho chotí Nebthet, která byla zároveň jejich společnou sestrou. Samotná vražda je v pramenech velmi často zmiňována, avšak v žádném z nich není přesně popsána. Důvodem může být víra starověkých Egypťanů, kteří věřili, že psaný text má takovou moc, že může ovlivnit reálné dění, a proto se přímým popisům negativních událostí, jako byla například Usirova smrt, vyhýbali. Některé prameny dokonce jeho smrt popíraly. V některých případech texty naznačují, že Sutech na sebe vzal podobu divokého zvířete (například krokodýla či býka) a následně Usira zabil. Podle dalších zdrojů bylo jeho tělo vhozeno do vody či se dokonce utopil. Z posledně zmiňované možnosti vznikla mezi Egypťany pověra, podle které se člověk utonulý v Nilu stal svatým. Neměnil se však pouze způsob smrti, ale v některých textech se lišila i identita oběti. V některých případech byl za zavražděného považován bůh Haroeris (starší forma boha Hora). Jeho smrt následně pomstil bůh Hor, který byl podle příběhu synem Haroerida a Eset.
V textech pocházejících z konce období Nové říše se způsob Usirovy smrti změnil. Podle těchto pramenů Sutech Usirovo tělo roztrhal na kusy a jeho části rozházel po celém Egyptě. Usirova kultovní centra, která se nacházela po celé říši, tvrdila, že jeho tělo či jeho části byly nalezeny nedaleko od nich. Tělo bylo roztrháno na 42 kusů, přičemž každá jeho část byla spojována s jedním ze čtyřiceti dvou egyptských nomů. Takto se Usir stal ztělesněním svého království.

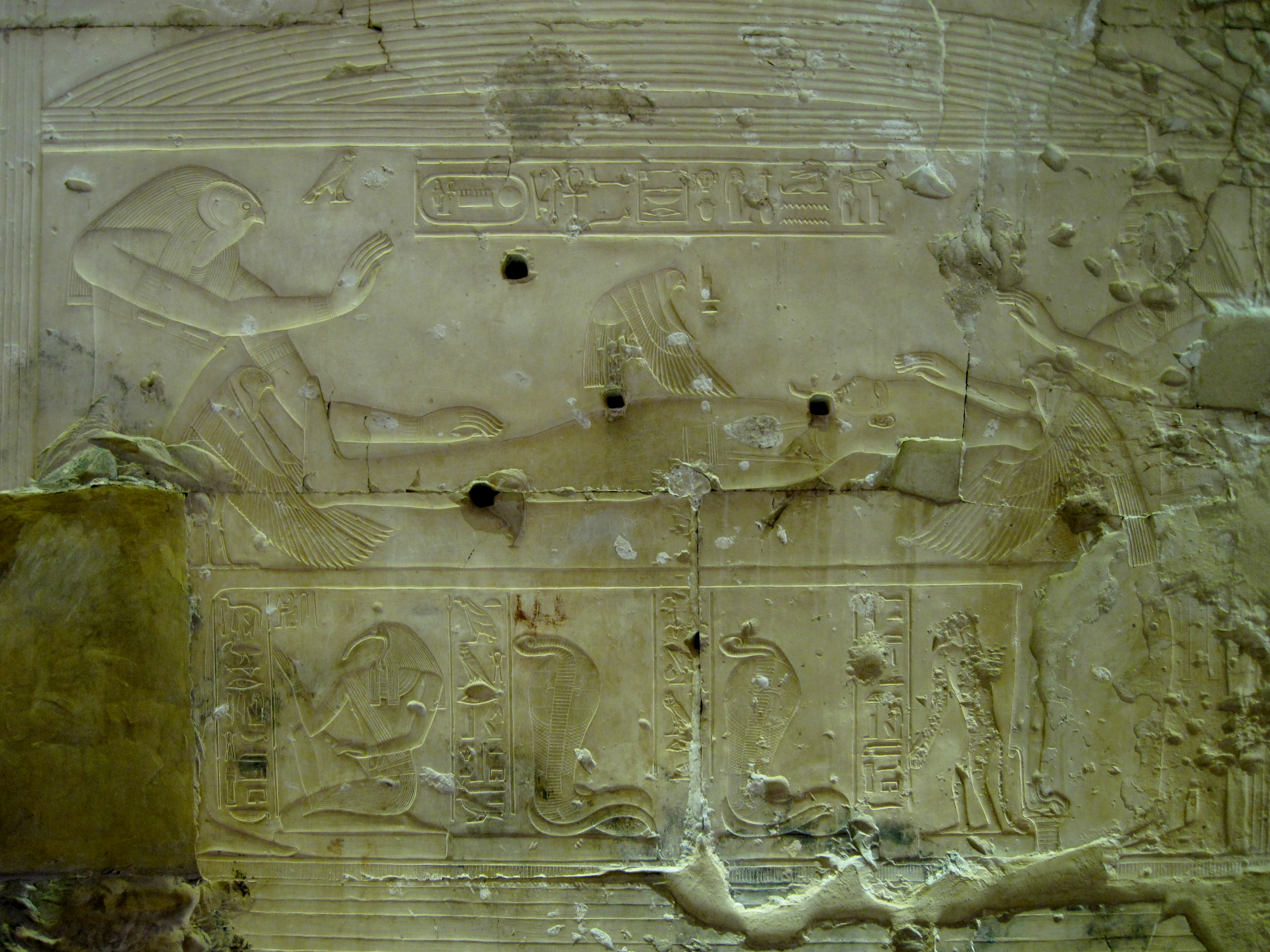
Eset v podobě ptáka kopuluje se zesnulým Usirem. Na levé straně je Hor, přestože v té době ještě nebyl narozen, a na straně druhé Eset v lidské podobě. (Chrám Sethiho I. v Abydu)

Po Usirově smrti následovalo období mezivlády či období, během kterého Sutech přebíral moc. Během této doby začala Eset s pomocí své sestry Nebthet hledat tělo svého chotě. Obě bohyně byly při tomto pátrání častokrát vyobrazovány jako sokoli či luňáci. Důvodů, proč na sebe vzaly podobu těchto dravců, může být několik. Například při hledání mršin překonávají tito ptáci velké vzdálenosti, jejich zvuky připomínající žalostné naříkání mohli Egypťané rovněž spojovat s nářkem obou bohyň či tato vyobrazení mohla souviset s bohem Horem, který byl často zobrazován právě jako sokol. V období Nové říše byla Usirova smrt spojována s každoročními záplavami v údolí Nilu, které přinášely úrodné bahno, důležité pro egyptské zemědělství. Voda v řece byla považována za slzy bohyně Eset, která plakala pro svého zemřelého muže, či tělesné tekutiny samotného Usira. Usir rovněž představoval životadárnou sílu, která byla obsažena v nilské vodě a v rostlinách, které vyrostly na zavlažené půdě.
Eset postupně nalezla všechny části Usirova těla a následně je znovu sestavila, s čímž jí pomohl bůh Thovt, který byl znám pro své kouzelnické a léčivé schopnosti, a Anup, bůh balzamování a pohřebních rituálů. Jejich úsilí bylo mytologickým základem pro egyptské balzamovací praktiky, díky nimž bylo balzamované tělo ochráněno před nevyhnutelným rozkladem. Tato část příběhu byla častokrát rozšířena o pasáž, podle které chtěl Sutech či jeho stoupenci tělo zničit a Eset ho musela společně se svými spojenci chránit. Když bylo Usirovo tělo kompletně složeno, Eset, která byla stále ve své ptačí podobě, mu pomocí svých křídel navrátila život. Usirovo oživení zřejmě nebylo trvalé, neboť od tohoto okamžiku byl zmiňován pouze jako vládce Duatu, vzdálené a tajemné říše mrtvých. Přesto během svého krátkého kontaktu s bohyní Eset stačil počít syna a právoplatného dědice trůnu Hora.
Plútarchovo dílo, které se zabývá především touto částí příběhu, se značně liší od všech známých egyptských pramenů. Podle řeckého spisovatele se Sutech, kterého ve svém díle nazýval řeckým jménem Týfón, spolčil se 73 dalšími osobami a společnými silami chtěli Usira zavraždit. V rámci svého plánu nechal zhotovit zdobenou truhlu, jejíž rozměry odpovídaly velikosti Usirovy postavy. Následně uspořádal hostinu, během níž svým hostům oznámil, že svoji vyrobenou truhlu daruje tomu, kdo se do ní vejde. Každý host si do ní jeden po druhém lehl, ale nikomu kromě Usira její velikost neseděla. Jakmile byl Usir uvnitř, Sutech a jeho komplici truhlu zavřeli, zajistili víko a hodili ji do Nilu. Vodní proud ji zanesl do Středozemního moře a dále až k Byblu, kde byla vyplavena a následně zarostla do stromu vřesovce. Byblosský král nechal strom porazit a vyrobil z něj pilíř pro svůj palác, přičemž truhla s ostatky byla stále uvnitř. Aby mohla bohyně Eset získat manželovo tělo zpět, musela truhlu z pilíře vysekat. Zbytky dřevěného pilíře potřela vonnou mastí, zabalila do plátna a následně je darovala svému zdejšímu chrámu. Tato část příběhu, která není známá z žádných egyptských pramenů, rovněž vysvětluje kult Esety a Usira, který existoval v Byblu za Plútarchova života a pravděpodobně zde přetrvával již od dob Nové říše.
Příběh Plútarchova mýtu pokračoval tím, že Sutech po Esetině návratu ukradl Usirovo tělo a roztrhal jej na čtrnáct kusů, které rozházel po celém Egyptě. Eset se při hledání částí manželova těla plavila na papyrové loďce a každou nalezenou část na daném místě obřadně pohřbila. Jedinou nenalezenou částí Usirova těla byl jeho penis, který Eset pomocí kouzel zrekonstruovala, neboť původní byl sežrán rybami v řece. Tato část příběhu byla podle Plútarcha důvodem, proč bylo pro Egypťany jedení ryb tabu. Podle egyptských pramenů byl však Usirův penis nalezen neporušen a pouze malá paralela s touto částí příběhu byla nalezena v Pohádce o dvou bratřích, lidové povídce z období Nové říše, která obsahovala jisté podobnosti s Usirovým mýtem. Poslední odlišností v Plútarchově díle bylo zrození Hora, který se podle jeho verze narodil ještě před Usirovou smrtí. Usirovým posmrtným synem byl slabý a předčasně narozený Harpokratés.

### Narození a dětství boha Hora

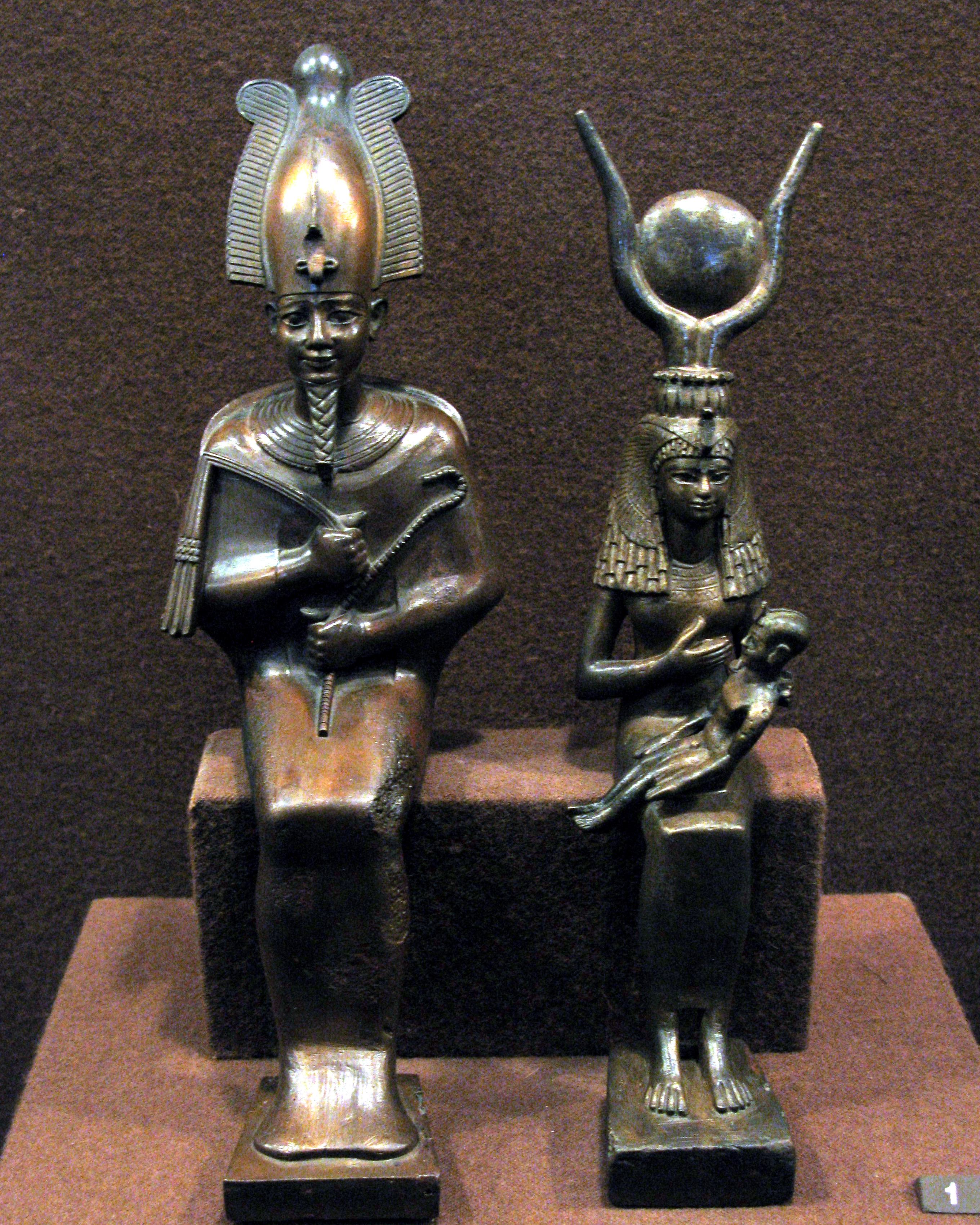
Usir společně se svojí manželkou Eset a jejich synem Horem; Ermitáž, Petrohrad

Podle egyptských pramenů se těhotná bohyně Eset schovávala před Sutechem v papyrové houštině v oblasti nilské delty. Dané místo se ve starověkém Egyptě nazývalo Ach-bitej, což by se dalo přeložit jako „papyrová houština krále Dolního Egypta“. Řečtí spisovatelé nazývali toto místo Chemis a podle nich se nacházelo poblíž města Bútó. Jeho přesná poloha byla však podle mýtu nepodstatná a důležitější byla jeho role coby kultovního a bezpečného místa. Papyrová houština se rovněž stala častým motivem egyptského umění, když byla zobrazována či alespoň zmiňována ve většině mytologických příbězích. A právě tato houština byla místem, kde Eset porodila a vychovávala svého syna Hora. Z tohoto důvodu byla houština označována jako „Horovo hnízdo“. Běžným motivem egyptského umění se rovněž stalo vyobrazení bohyně Eset, jak kojí svého syna.
Taktéž existují texty, ve kterých bylo popsáno Esetino putování světem. Bohyně se pohybovala mezi obyčejnými lidmi, kteří si nebyli vědomi její identity, a dokonce je žádala o pomoc, což bylo v egyptské mytologii velmi neobvyklé, neboť bohové a lidé v ní obvykle vystupovali odděleně. Stejně jako v první části mýtu využívala Eset pomoci dalších bohů, kteří v její nepřítomnosti chránili jejího syna. Podle jednoho magického zaříkávadla byla Eset během svého pátrání po pomoci doprovázena a chráněna sedmi malými štíry. Během svého putování dorazila do „Města dvou sester“, které se nacházelo v oblasti nilské delty. Zde bydlela jistá zámožná žena, která před bohyní Eset a její družinou přibouchla dveře od svého domu. Štíři toto gesto považovali za velice urážlivé a rozhodli se jí pomstít. Šestice štírů předala svoji dávku jedu sedmému štírovi jménem Tefen, který následně nepozorovaně vnikl do domu oné ženy a uštkl jejího syna. Eset si mezitím našla přístřeší u pohostinné chudé dívky. Urozená žena, která odmítla Esetě pomoci, mezitím sháněla po městě někoho, kdo by pomohl jejímu umírajícímu synovi. Její předchozí neochota se jí však vrátila, neboť jí pomoc nikdo nenabídl. Bohyně Eset však jako oddaná matka nemohla dopustit, aby zemřelo nevinné dítě, a tak vzala chlapce do náruče a uzdravila jej pomocí magických zaříkávadel. Šťastná matka se začala kát za své skutky a veškerý svůj majetek věnovala Esetě a chudé dívce.
V této části mýtu vystupuje Hor jako zranitelné dítě obklopené všudypřítomným nebezpečím. Jeho nejčastějším poraněním bylo kousnutí od hada, což zřejmě odráželo strach Egypťanů z uštknutí hadem a následné otravy. Některé texty naznačují, že tato zvířata byla vyslána samotným Sutechem. K ochraně svého syna využívala Eset svých magických schopností a pomoci dalších třinácti bohů, mezi nimiž byl například Re či Geb. Pomocí svých magických textů dokázala vyléčit nejen svého syna, ale i jakéhokoliv pacienta. Tato zaříkávadla byla určena pro celou řadu zranění a nemocí (od uštknutí štírem až po obyčejnou bolest břicha). Pokud byla Eset v první části příběhu charakterizována jako truchlící manželka, tak v této části byla popisována jako oddaná matka.

### Souboj mezi Horem a Sutechem
Další část příběhu začíná v momentě, kdy již dospělý Hor vyzývá Sutecha na souboj o egyptský trůn. Jejich vzájemný souboj byl velmi násilný, avšak byl líčen i jako soudní proces před Devaterem, skupinou egyptských bohů, kteří rozhodovali o tom, kdo z obou aktéru konfliktu získá nárok na egyptský trůn. Soudcem v tomto soudním procesu mohl být buď Geb, který byl otcem Usira a Sutecha a vládl Egyptu před nimi, či stvořitelé Atum nebo Re, zakladatelé majestátu. Další božstva taktéž zastávala řadu významných pozic. Například Thovt plnil roli jakéhosi prostředníka mezi hlavními aktéry tohoto sporu a zároveň působil jako soudní písař. Další, kdo se v tomto sporu angažoval, byla bohyně Eset, která podle povídky „Příběh bojů Hora se Sutechem“ pomáhala svému synovi svou chytrostí a magickou silou.
Vzájemný příbuzenský vztah mezi Horem a Sutechem byl častokrát nejednotný a existovaly dvě varianty, které se objevily již v Textech pyramid, které obsahují nejstarší nalezené verze příběhu o Usirovi. Podle některých textů byl Hor synem Usira a synovcem Sutecha a vražda jeho otce byla hlavním impulsem ke vzniku tohoto konfliktu. Podle jiných verzí byli sourozenci. Tato nesrovnalost se objevovala i v dalších pramenech a nebylo výjimkou, že byli tito dva bozi v jednom díle považováni jak za bratry tak i za strýce a synovce.

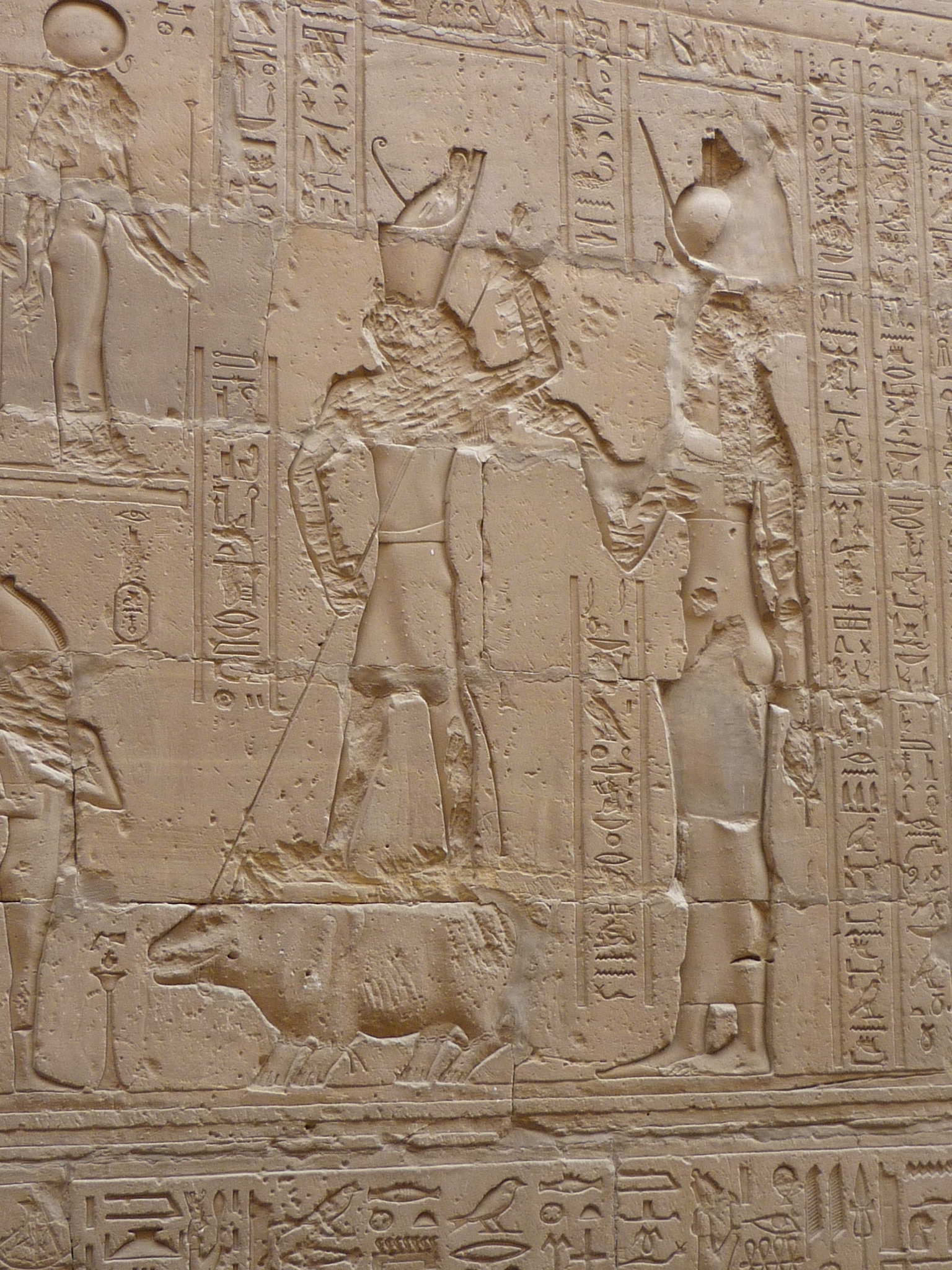
Basreliéf nacházející se v chrámu v Edfu zobrazuje souboj mezi Horem a Sutechem, který je vyobrazen v podobě hrocha. Na pravé straně stojí bohyně Eset, která pomáhá svému synovi

Tento souboj bohů se skládá z mnoha epizod. Povídka „Příběh bojů Hora se Sutechem“ popisuje bohy, jak žádají další božstva o rozsouzení sporu a soutěží mezi sebou v různých disciplínách, mezi kterými byl například závod na lodích či vzájemný souboj, při kterém na sebe vzali podobu hrochů. Tyto jednotlivé soutěže měly následně určit vítěze. Podle tohoto pramene vítězil v těchto disciplínách Hor, který měl na své straně podporu většiny dalších bohů. Přesto se tento spor vlekl po dobu osmdesáti let a to hlavně proto, že hlavní soudce, bůh stvořitel, upřednostňoval v tomto duelu Sutecha. V pozdějších rituálních textech byl konflikt charakterizován jako velký souboj, do kterého se zapojili i stoupenci obou bohů. V jisté části tohoto božského klání se do souboje zapojila i Horova matka Eset, která chtěla pomocí harpuny zabít Sutecha, avšak omylem trefila svého syna, který jí následně v záchvatu hněvu setnul hlavu. Bůh Thovt následně Esetinu hlavu nahradil hlavou krávy, což vysvětluje mytologický původ kravích rohů, se kterými byla Eset běžně zobrazována. Podle některých zdrojů odůvodňoval Sutech své následující útoky tím, že se jedná o pomstu za Horovo násilné chování vůči své matce.
Ve stěžejní epizodě této části příběhu byl Hor Sutechem znásilněn. Cílem Sutechova násilného aktu bylo ponížit svého soka, avšak jeho jednání rovněž poukázalo i na jeho homosexuální sklony. Právě jeho nerozlišující sexualita byla jednou z jeho hlavních charakteristických rysů. Podle ranější verze této epizody, která byla objevena na fragmentech papyru pocházejícího z období Střední říše, se pohlavní styk uskutečnil až poté, co se Sutech zeptal Hora, zda by s ním mohl mít sex. Hor svolil, avšak na oplátku od Sutecha požadoval část jeho božské síly. Hor během tohoto aktu čelil velkému nebezpečí, neboť podle egyptských tradic bylo sperma silnou a nebezpečnou látkou, jejíž účinek se podobal jedu. Podle některých textů vniklo Sutechovo sperma do Horova těla a ten následně onemocněl. V povídce „Příběh bojů Hora se Sutechem“ dokázal Hor onemocnění předejít tím, že sperma zachytil do svých rukou. Následně se rozhodl, že o tomto činu informuje svoji matku a na důkaz toho jí přinesl ukázat ruku plnou semene. Zděšená Eset okamžitě danou ruku svému synovi usekla, neboť ji považovala za nečistou, a pomocí svých magických schopností mu vykouzlila novou. Poté se rozhodla, že se Sutechovi za tento ponižující akt pomstí. Vzala sperma svého syna a potřela s ním hlávky salátu, které nic netušící Sutech snědl. Sutech se poté rozhodl, že Hora zesměšní, a tak před božským soudem prohlásil, že svého soka znásilnil. Božský tribunál byl touto skutečností znechucen a začal Horem opovrhovat. Hor však toto nařčení odmítl a označil Sutecha za lháře. Aby bohové zjistili, kdo ze dvou rivalů má skutečně pravdu, rozhodli se, že povolají jejich semena. Thovt s rukou položenou na Horovi vyvolal Sutechovo semeno, které se však vynořilo z močálu, do kterého Eset odhodila useknutou ruku svého syna. Thovt tento proces zopakoval se Sutechem a vyvolané Horovo semeno se vynořilo v podobě slunečního kotouče ze Sutechovy hlavy. Horovo jméno bylo očištěno, naopak Sutech odcházel ponížen. Podle povídky si bůh Thovt vzal zmíněný kotouč a umístil si jej na svoji hlavu. Podle starších pramenů se Horovo semeno nezhmotnilo v podobě slunečního kotouče, ale vznikl z něj samotný bůh Thovt.
Další důležitá epizoda vypráví o tom, jak se tito dva protivníci během soubojů navzájem zmrzačili. Hor poranil či odstranil Sutechovi varlata a Sutech poranil či vyrval Horovi oko, které následně roztrhal na kusy. Některé prameny uvádějí, že přišel o obě oči. Sutechovo zmrzačení znamenalo ztrátu jeho mužnosti a síly. Odstranění Horova oka bylo pro staroegyptské náboženství ještě důležitější. Hor byl ve staroegyptské mytologii považován za boha nebes a z tohoto důvodu bylo Slunce považováno za jeho pravé oko a Měsíc za oko levé. Odcizení či zničení jeho oka tak bylo spojováno s částečným či úplným zatměním Měsíce. Naopak „dorůstání“ měsíce symbolizovalo uzdravování oka, návrat majestátu do Horových rukou a mnoho dalších aspektů maat. V některých verzích bylo vyléčení Horova oka doprovázeno obnovou Sutechových varlat, takže ke konci jejich sporu byli oba aktéři opět v pořádku.

### Závěr
Stejně jako tomu bylo u předchozích částí příběhu, tak i rozuzlení mělo mnoho verzí. Spor Hora a Sutecha byl nejčastěji zakončen tím, že si říši rozdělili mezi sebe. Hor obdržel úrodné půdy podél Nilu, jádro egyptské civilizace, kdežto Sutech získal pouštní oblasti a cizí země, se kterými byl rovněž spojován. Hor mohl vládnout na zemi, zatímco jeho sok pouze na nebi. Každý z nich si mohl přivlastnit pouze jednu ze dvou částí Egyptské říše, která byla rozdělena na Horní a Dolní Egypt. Podle Mennoferské kosmologie nejprve bůh Geb, který vykonával funkci soudce, rozdělil říši mezi dva rivaly. Sutechovi přiřkl oblast Horního Egypta, kde se nacházelo jeho rodné město Su, a Horovi oblast Dolního Egypta, neboť zde se údajně nacházelo místo, na kterém byl jeho otec Usir utopen. Geb tímto krokem oba bohy rozdělil a udělil každému vlastní část království. Následně však usoudil, že by Hor měl obdržet větší podíl, neboť byl synem jeho prvorozeného syna Usira, a tak mu přiřkl dědictví celého Egypta.
V jiném případě se konec mýtu zaměřoval pouze na Horův triumf. V této verzi příběhu se Sutech se svým sokem nesmířil, ale byl zcela poražen či v některých případech uprchl z Egypta nebo byl dokonce zabit. Jeho porážka a ponížení bylo více zmiňováno v pramenech z pozdějšího období egyptské historie, kdy byl ještě více spojován s chaosem a zlem.
Hor za velkých oslav bohů usedl na trůn a Egypt konečně získal právoplatného krále. Bohové dále rozhodli, že Sutech odčiní vraždu svého bratra Usira tím, že ho znovu vzkřísí. Podle některých pramenů musel Sutech v rámci svého trestu odnést Usirovo tělo do jeho hrobky. Nový král vykonal pro svého otce pohřební obřad a daroval mu jídlo společně s amuletem v podobě Horova oka, které v tomto případě symbolizovalo život a hojnost. Jen díky těmto úkonům mohl být Usir v posmrtném životě oživen, a stát se tak králem mrtvých, což byla obdobná role, kterou zastával jeho syn ve světě živých. Usir byl následně spojován s přirozeným cyklem smrti a znovuzrození a stejně tak s každoročním růstem vegetace, které symbolizovalo jeho znovuvzkříšení.

## Historický původ
První známá verze Usirova mýtu byla součástí Textů pyramid, avšak většina z jeho hlavních myšlenek musela vzniknout mnohem dříve. Jednotlivé kapitoly (Usirova smrt a vzkříšení, narození a dětství boha Hora a souboj mezi Horem a Sutechem) mohly původně být samostatnými příběhy. Pokud tomu tak bylo, tak musel ucelený příběh vzniknout někdy v době, kdy byly sepsány Texty pyramid, které jednotlivé části spojily dohromady. V každém případě byl mýtus inspirován různými vlivy. Většina příběhu byla založena na náboženských představách a typických znacích tehdejší egyptské společnosti – božská povaha majestátu, dědičný titul panovníků, snaha o zachování maat a překonání smrti. Například nářek Eset a její sestry Nebthet mohl představovat ranou tradici rituálního smutku.

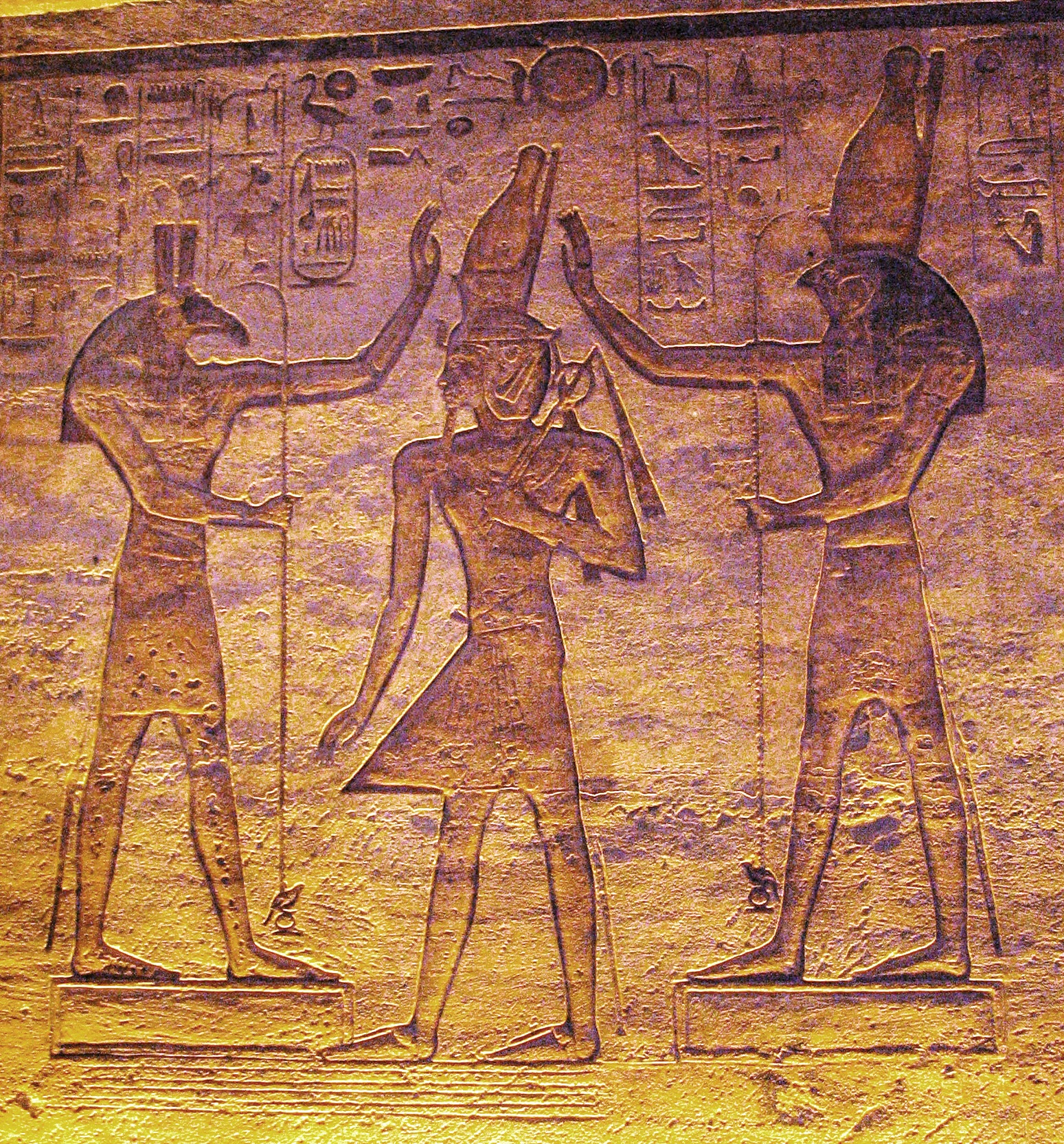
Sutech (vlevo) a Hor (vpravo) uctívají Ramesse II.; Malý chrám v Abú Simbel

Mýtus však obsahuje řadu nesrovnalostí. Usirův původ je předmětem řady diskusí a předloha samotného mýtu je rovněž nejasná. Jedna hypotéza byla představena antropologem Jamesem Frazerem, který v roce 1906 prohlásil, že Usir, stejně jako další zemřelí a znovu vzkříšení bohové z oblasti Starověkého Orientu, vznikl jako zosobnění vegetace, a jeho smrt a opětovné vzkříšení symbolizovalo každoroční úhyn a obnovu vegetace. Řada egyptologů toto vysvětlení přijala, avšak v druhé polovině 20. století přišel velšský egyptolog John Gwyn Griffiths, který se podrobně zabýval Usirem a jeho mytologickým příběhem, s jinou teorií. Podle něj vznikl Usir jako božský vládce zemřelých a jeho spojení s vegetací přišlo až později. Frazerův koncept „zemřelých a vzkříšených bohů“ byl taktéž kritizován odborníky zabývajícími se srovnávací religionistikou. Jednu z posledních teorií představila egyptoložka Rosalie Davidová, která tvrdí, že Usir byl původně ztělesněním každoročního znovuzrození stromů a plodin po období záplav.
Další diskuse se vedou kolem sporu mezi Horem a Sutechem, který se egyptologové často pokoušejí spojit s událostmi rané egyptské historie či prehistorie. Proces, během kterého si oba protivníci rozdělili říši, naznačuje, že bohové symbolizovali nějaké rozdělení tehdejší země. Egyptské tradice a archeologické nálezy svědčí o tom, že Egypt byl sjednocen na začátku své historie, kdy hornoegyptská říše dobyla na severu ležící Dolní Egypt. Vládci Horního Egypta sami sebe označovali za stoupence Hora, jenž se později stal božským patronem nově sjednoceného národa a stejně tak patronem králů. Stále však nelze bezpečně říci, s jakými oblastmi byli tito dva bohové spojeni, neboť každý z nich měl několik kultovních center v obou regionech a podle některých pramenů byl Hor naopak spojován s Dolním Egyptem. Jedno ze známějších vysvětlení tohoto rozporu představil v roce 1930 německý egyptolog Kurt Sethe, který zastával názor, že Usir byl původně v dobách prehistorického Egypta lidským vládcem sjednocené říše. Podle jeho výkladu mělo v Horním Egyptě propuknout povstání vedené Sutechovými stoupenci. Toto povstání bylo potlačeno stoupenci Hora z Horního Egypta, kteří opětovně sjednotili celou zemi. Tato událost měla podle Setheho inspirovat část mýtu, která vypráví o Horovo triumfu.
Ke konci 20. století se Griffiths zaměřil na nejasné příbuzenské vztahy mezi Horem a Sutechem, kteří byli jednou označováni za sourozence a po druhé za strýce a synovce. Podle něj byl v prvopočátcích egyptské mytologie souboj mezi Horem a Sutechem považován za sourozenecký a celá tato epizoda byla zcela oddělena od příběhu o Usirově vraždě. Oba příběhy byly spojeny do jednoho přibližně v období před vznikem Textů pyramid. Tímto sloučením se změnily vzájemné vztahy mezi zúčastněnými božstvy a celý příběh byl koncipován tak, že Hor byl synem Usira, který chtěl pomstít vraždu svého otce. Tato verze je podporována prameny, které jsou nezávislé na samotném Usirově mýtu. Podle této verze byl Hor spíše synem bohyně Nut či bohyně Hathor a nikoliv potomkem Usira a Eset. Z těchto důvodů byla Griffithsem zavržena možnost, že Usirova vražda byla založena na historických událostech. Tato hypotéza byla přijata mnoha odborníky, mezi kterými jsou například Jan Assmann či George Hart.
Griffiths rovněž pátral po historickém původu jejich sporu a představil teorii, podle které byl Egypt v Předdynastické době (5300–3000 př. n. l.) sjednocen stoupenci Hora. Tato teorie byla podobná té, se kterou přišel již dříve egyptolog Kurt Sethe. Předtím, než měl Horní Egypt jednoho vládce, byly hlavními městy této oblasti Nechen a o něco severněji ležící Nakáda. Vládci z Nechenu, jehož patronem byl bůh Hor, toužili po sjednocení celého Horního Egypta, přičemž Nakáda měla rovněž spadat pod jejich kontrolu. Nakáda byla naopak spojena s bohem Sutechem, takže je možné, že příběh o konfliktu dvou bohů vycházel z nepřátelství těchto dvou měst. V pozdější době na konci 2. dynastie (2890–2686 př. n. l.) vládl faraon Peribsen, který pozměnil způsob zápisu královského jména tím, že v takzvaném Horově jméně nahradil tradičního sokola vyobrazením Sutecha. Jeho následovník Chasechemuej používal v zápisu svého jména jak Hora tak Sutecha. Tato skutečnost by mohla znamenat, že se během 2. dynastie střetli stoupenci Hora – krále a vyznavači Sutecha, kteří byli do bitvy vedeni Peribsenem. Použití obou zvířecích symbolů za vlády krále Chasechememueje mohlo představovat smíření obou frakcí, stejně tak jako tomu bylo v závěru Usirova mýtu.
Podle Hermana te Velda je historický původ tohoto konfliktu příliš nejasný na to, aby mohl být užitečný k pochopení samotného mýtu. Navíc jeho předloha není tak důležitá jako jeho náboženský význam. Te Velde o jeho původu řekl: „Původ mýtu o Horovi a Sutechovi je ztracen v mlhách náboženských tradic prehistorie.“

## Význam božstev ve staroegyptské společnosti
Mýtus o Usirovi měl na egyptskou kulturu mnohem větší vliv než jakýkoliv jiný mytologický příběh. V oblasti literatury nebyl tento příběh základem pouze pro povídky typu „Příběh bojů Hora se Sutechem“, ale rovněž sloužil jako základ pro žánry zcela odlišné. Jedním z příkladů je „Pohádka o dvou bratřích“, lidová pohádka s lidskými postavami obsahující prvky podobné těm z Usirova mýtu. Podobnost lze objevit například v situaci, kdy ryba sežrala penis jedné z postav, která později zemřela a byla následně znovuvzkříšena. Další pohádka s názvem „Pravda a Lež“ byla adaptací na konflikt mezi Horem a Sutechem, ve které postavy místo bohů s tímto příběhem spojených zosobňovaly pravdu a lež.

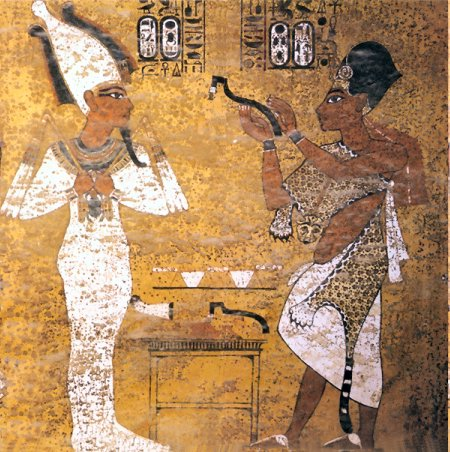
Aj II. provádí obřad otevírání úst pro svého zemřelého předchůdce Tutanchamona; nástěnná malba z Tutanchamonovy hrobky (KV62)

Od dob Textů pyramid, nebo možná i dříve, králové věřili, že po své smrti mohou být stejně jako Usir vzkříšeni. Na počátku Střední říše měli obdobné představy i prostí Egypťané, kteří rovněž věřili, že mohou stejně jako jejich faraon překonat smrt. K tomu jim mělo dopomoci uctívání Usira, vedení ctnostného života a dodržování zádušních rituálů, které byly zčásti založené na Usirově mýtu. Usir se tak stal nejdůležitějším posmrtným božstvem. Představa, podle které mohli vstoupit do posmrtného života pouze ctnostní lidé, nabyla v období Nové říše ještě většího významu. Pokud chtěl zemřelý vstoupit do posmrtného života, musel před božským tribunálem prokázat svoji čestnost, stejně jako to udělal Hor v Usirově mýtu. Zemřelý společně se svým obhájcem bohem Thovtem předstoupil před tribunál tvořený dvaceti čtyřmi bohy a před každým z nich musel prohlásit, že se nedopustil žádného zločinu. K oklamání tribunálu mohl použít magická zaříkávadla, která mu byla nápomocna pouze v této fázi celého procesu. V další fázi vystupovala bohyně Maat a bůh Anup a docházelo k vážení srdce zemřelého. Na jednu misku těchto velkých vah bylo umístěno pírko, které symbolizovalo pravdu, a na misku druhou bylo položeno srdce zemřelého. Následně bohyně osudu Meschenet a Renenutet přednesly svědectví o povaze zemřelého. Pokud byl zemřelý za svého života ctnostný, zůstaly misky vah v jedné rovině. Verdikt byl následně zaznamenán bohem Thovtem, který rovněž prohlásil zemřelého za „spravedlivého hlasu“, což byl epiteton, který byl od 11. dynastie dáván za jméno zemřelého. Po přijetí verdiktu božským tribunálem, mohl zemřelý splynout se svojí ba (duší) a vstoupit do Usirova království.
Stejně jako Usirova významnost rostla i jeho popularita. V pozdním období Střední říše byla hrobka patřící králi 1. dynastie Džerovi, která se nacházela nedaleko Abydu, považována za hrobku samotného boha Usira. Proto byla tato lokalita označována za hlavní centrum Usirova kultu. Během následujících 1500 let se zde konaly každoroční slavnostní průvody, které vedly od hlavního Usirova chrámu až k této hrobce. Králové a prostí občané z celého Egypta stavěli poblíž procesní cesty kaple, které sloužily jako kenotaf. Tímto aktem chtěli posílit vzájemné vazby s vládcem podsvětí. Další významný pohřební festival spojený s Usirem se konal v měsíci ka-her-ka, což byl čtvrtý měsíc egyptského kalendáře, a trval po dobu několika dní. Během tohoto měsíce se džed, což byl posvátný předmět v podobě pilíře, který byl pokládán za symbolickou podobu boha Usira, vztyčil do svislé polohy, čímž symbolizoval Usirovo vzkříšení. V Ptolemaiovské době (332–30 př. n. l.) se v měsíci ka-her-ka rovněž konal rituál, během kterého se zasela semena do takzvaného „Usirova záhonu“ (záhon ve tvaru mumie), což byl rovněž odkaz na Usirovo vzkříšení a jeho spojitost s každoročním růstem vegetace.
Podle představ tehdejšího obyvatelstva byl Usir skutečným žijícím vládcem, přičemž tato myšlenka byla ovlivněna právě tímto mýtem. Podle Egypťanů se děj Usirova mýtu odehrával v dávné prehistorii, a na základě toho byli Usir, Hor a jejich božští předchůdci zaznamenáni v královských seznamech, jako byl například Turínský královský papyrus. Navíc Hor nebyl považován pouze za předchůdce králů, ale rovněž i za jejich vzor. Každý nový faraon věřil, že po smrti svého předchůdce obnoví maat, stejně jako to udělal Hor po svém nástupu na trůn. Během královské korunovace se příslušné rituály rovněž zmiňovaly o Usirovo pohřbu a hymny oslavovaly nástup nového krále, jako by to byl Hor samotný.
Další protagonista Usirova mýtu Sutech se velké popularitě příliš netěšil. Ačkoliv byly v mýtu zmíněny i jeho kladné rysy, ty záporné však zcela převládaly. Názory na něj byly celkově rozpolcené a za zcela zlého boha byl považován až během prvního tisíciletí před naším letopočtem. Tato proměna vzešla spíše z jeho titulu „vládce cizích zemí“ než z toho, jak byl vylíčen v Usirově mýtu. Nicméně v této pozdní době byly rozšířené chrámové rituály zahrnující obřadní zničení Sutecha, které bylo často spojováno právě s tímto mýtem.
Eset a její sestra Nebthet byly kvůli ochraně a sestavení Usirova těla považovány za ochránkyně mrtvých v posmrtném životě. Eset, coby Horova matka, byla zároveň matkou všech králů, kteří o sobě na důkaz své božské legitimity prohlašovali, že byli kojeni z jejího prsu. Její obliba u široké veřejnosti byla založena na její ochranné povaze, o čemž svědčí velké množství léčivých zaříkávadel. V období Pozdní doby jí byla přičítána ještě větší magická síla a rovněž starověcí Egypťané věřili, že její mateřská oddanost se vztahuje na všechny lidi bez rozdílu jejich sociálního postavení. V dobách římské nadvlády (30 př. n. l.–395 n. l.) se Eset stala nejdůležitější bohyní Egypta. K jejímu uctívání například sloužily obrazy, na kterých bohyně držela v náručí dítě. Tento motiv je velmi podobný a nejspíše i ovlivněný ranou křesťanskou ikonou zobrazující Marii, jak drží svého syna Ježíše.
V posledních stoletích před naším letopočtem se Esetin vliv rozšířil z Egypta do většiny oblastí ve Středomoří, kde se z ní stala jedna z nejoblíbenějších náboženských postav. Přestože tato její nová, multikulturní podoba vznikla sloučením charakteristik mnoha dalších bohů a náboženství, její původní vlastnosti milující matky a manželky zůstaly zachovány. Nebyla to však pouze Eset, jejíž vliv se rozšířil za hranice tehdejší Egyptské říše, ale společně s ní se do okolních zemí rozšířil i kult Hora a Usira, dalších hlavních postav Usirova mýtu. Esetin kult přetrvával až do čtvrtého století našeho letopočtu, kdy byl zastíněn rozšiřujícím se křesťanstvím. Avšak i toto náboženství přejalo mnoho tradic spojených právě s egyptskou bohyní. Například Esetin titul „Bohorodička“ byl nejspíše předobrazem stejnojmenného titulu, který církev připisovala Ježíšově matce Marii.
Díky literárním dílům řady antických spisovatelů, jako byl například již zmiňovaný Plútarchos, zůstal mýtus o Usirovi zachován i po první polovině prvního tisíciletí našeho letopočtu, kdy zaniklo staroegyptské náboženství a znalost tehdejšího písma, kterým byl příběh původně zaznamenán, byla zapomenuta. Mýtus se v západním světě stal hlavním zdrojem představ o životě ve starověkém Egyptě. I v současné době, kdy porozumění egyptské víry vychází z originálních egyptských pramenů, nadále ovlivňuje a nabádá k novým myšlenkám, a to jak v beletrii, tak i v akademických kruzích či v nových náboženských hnutích.